# Royaume de Bosnie
Pour les articles homonymes, voir Bosnie.
1377–1463
Entités précédentes :
- Banat de Bosnie

Entités suivantes :
- Empire ottoman (Pachalik de Bosnie)

Le royaume de Bosnie (en bosnien : Bosansko Kraljevstvo, Босанско краљевство) est un royaume médiéval des Balkans, qui a émergé comme entité politique autonome dès le XIIe siècle avant d'être élevé au rang de royaume. Ce royaume s'est développé à partir du banat de Bosnie (1154-1377). Sa grande influence socio-économique, politique et culturelle à l'échelle régionale a eu une grande influence dans le développement ultérieur des États médiévaux des Balkans et au sein de l'histoire des Balkans en général.

## Histoire
La Bosnie est depuis le XIIe siècle un banat, État vassal de la Hongrie gouverné par un ban. Depuis lors et jusqu'au milieu du XIVe siècle, le banat de Bosnie s'est substantiellement étendu (voir carte) et a gagné en importance.
En 1366, Louis Ier de Hongrie contraint Tvrtko, le ban de Bosnie depuis 1353 et qui s’est rebellé, à reconnaître à nouveau son autorité. Mais après la mort du dernier roi de Hongrie de la dynastie des Capétiens d'Anjou-Sicile, le banat de Bosnie s’émancipe définitivement de la tutelle hongro-croate pour devenir un royaume indépendant. 
Tvrtko Ier (1338-1391), de la famille catholique des Kotromanić, se fait ainsi couronner roi de Bosnie le 26 octobre 1377. Comme sa mère appartient à la dynastie orthodoxe des Nemanjić, il se fait également couronner roi de Rascie (Serbie) — la chute de l'Empire serbe lui permet de s'étendre vers l'est tandis que la Macédoine et d'autres régions tombent aux mains des Turcs. En 1390, Tvrtko Ier étend son influence en direction de la Dalmatie et d'une partie de la Croatie et prend le titre de roi de Rascie, Bosnie, Dalmatie et Croatie.

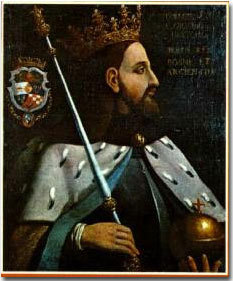
Stjepan Tomaš Kotromanić, Roi de Bosnie (1443-1461)

Après la mort de Tvrtko Ier, le pouvoir du royaume de Bosnie décline progressivement. L'Empire ottoman a déjà commencé sa conquête de l'Europe et fait peser une grave menace sur les Balkans depuis la première moitié du XIVe siècle.
En 1463, les Ottomans s’emparent du royaume de Bosnie pratiquement sans livrer bataille. Étienne Tomašević en est le dernier souverain. Toutefois Matthias Ier de Hongrie réussit à arracher au sultan Mehmed II la forteresse de Jajce en 1464. La ville de Jajce a été construite au XIVe siècle et fut la capitale du royaume de Bosnie. Il organise en Bosnie septentrionale deux banats contre les incursions turques. Mais ils succombent sous les attaques turques en 1482. En 1527, Jajce est la dernière ville de Bosnie à tomber entre les mains des Ottomans.
La Bosnie est donc entièrement intégrée pour quatre siècles au sein de l'Empire ottoman (1463 - 1878). 